# Theaterorgel

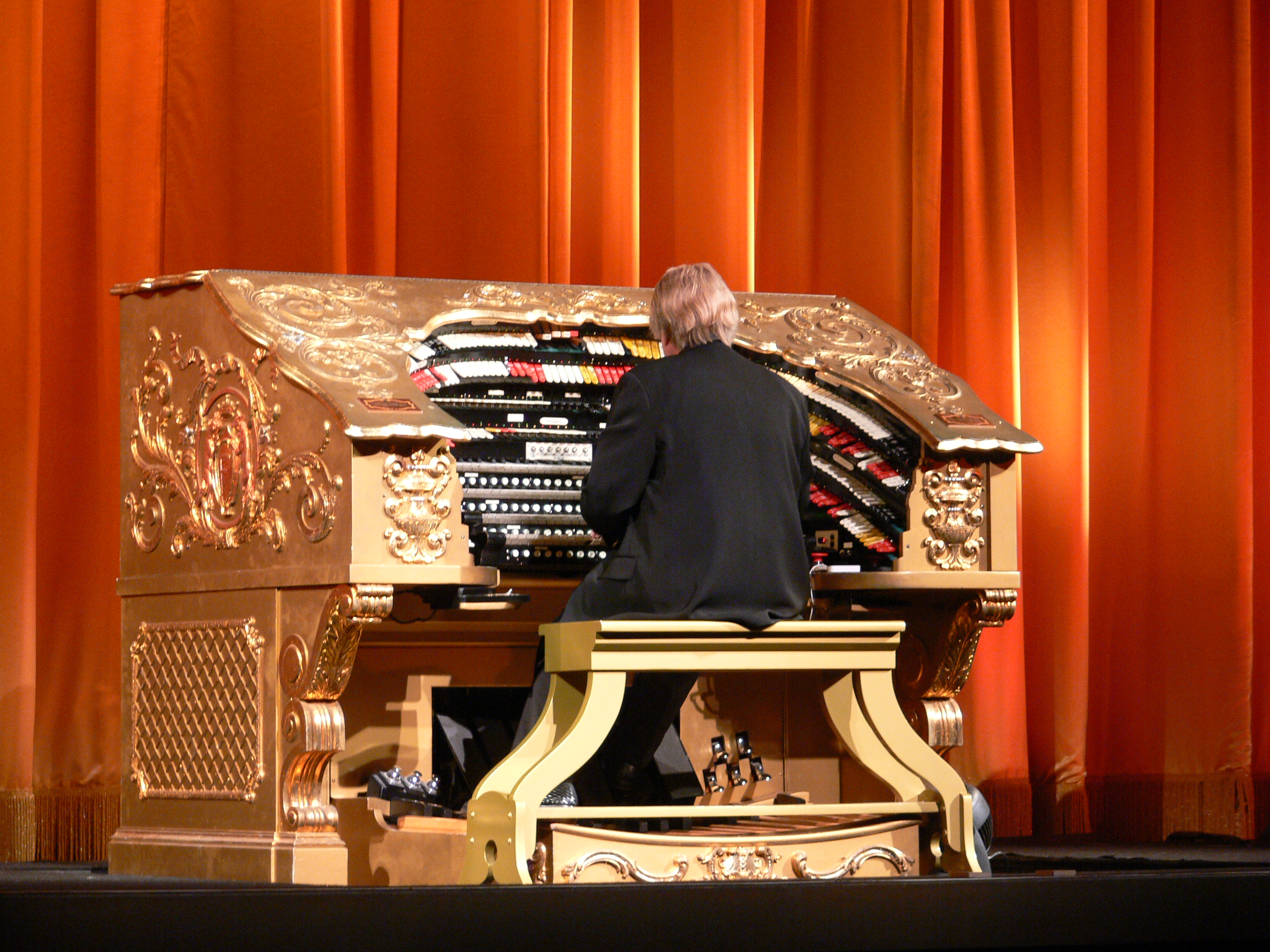
Theaterorgel uit Los Angeles

Een theaterorgel (ook wel bioscooporgel of cinemaorgel) is een pijporgel dat speciaal gebouwd werd voor de muzikale omlijsting van 'stomme films'. Het kent zijn oorsprong in het kerkorgel en het concertorgel.
Nederland had ooit 84 theaterorgels, anno 2006 waren dit er nog 15. Daarvan zijn er een aantal in particuliere handen en een paar liggen opgeslagen om  herbouwd te worden. Het zeer grote AVRO-concertorgel heeft reeds een nieuwe plek in Hilversum gekregen. De Nederlandse Orgel Federatie, een club van enthousiaste orgelliefhebbers, restaureert deze instrumenten, houdt ze bespeelbaar en organiseert er concerten mee.

## Ontstaan van het theaterorgel
Zo rond 1915, in de tijd van de films zonder geluid, ook wel stomme film genoemd, ontstond de behoefte om die films met geluid te begeleiden. Hier en daar gebeurde dat al met een viool en later met een piano, maar de belangstelling voor de film groeide en de zalen werden groter. Orkesten werden geëngageerd, maar die bleken te duur in de exploitatie. Men ging op zoek naar een instrument met meer expressie, een instrument dat kon donderen en fluisteren. Een kerkorgel zou misschien kunnen, maar er zou meer expressie in moeten zitten en er moesten meer mogelijkheden zijn, andere geluiden en effecten. Liefst moest dat alles niet al te duur worden. Er moest ook niet een lange levertijd op zitten. Op basis van deze wensen is het theaterorgel ontstaan.

## Expressie
Kerkorgels in Nederland hebben meestal een open opstelling, dat wil zeggen dat het geluid ongehinderd van de pijpen de ruimte in gaat. Een crescendo kan dan alleen bereikt worden door meer registers open te trekken. In noordelijkere landen worden vaak orgels met één klavier gebouwd, of soms het hele orgel, in een gesloten kast, een zwelkast, met aan de voorkant jaloezieën(shutters) die door middel van een zweltrede rechts boven de pedalen min of meer geopend kunnen worden. Zo kan het volume van dat klavier aanzwellen en afnemen zonder wijziging van de registratie. Voor een betere afdichting zijn de randen van de lamellen met vilt bekleed. De bewegingsoverdracht van de zweltrede in de console of speeltafel naar de jaloezieën kan elektrisch, mechanisch, of met een combinatie daarvan tot stand worden gebracht. Bij theaterorgels staat altijd alle pijpwerk in zwelkasten gebouwd. In combinatie met de registerkeuze kan het orgel  fluisteren en daveren. Die expressie kan nog worden verhoogd door met hogere luchtdrukken te werken dan bij kerkorgels. Deze laatste werken met drukken van 70 mm tot 100 mm waterdruk. In theaterorgels gebruikt men voor bepaalde pijpsoorten tot wel 450 mm waterdruk. Voor de windvoorziening wordt een grote windmachine gebruikt die de "wind" constant naar de windlade voert. Deze staat in een aparte ruimte en dient voorafgaand aan het spelen te worden aangezet.

## De stemmen
Orgels hebben meestal klavieren van vijf octaven. Van C tot c’’’’. Als op een kerkorgel een nieuwe vulstem of een nieuw register geïnstalleerd wordt, wordt daar in de regel een rij van 61 pijpen voor gebruikt (5 octaven 5x12+1), of soms veelvouden daarvan. De bouwer van een theaterorgel gaat uit van het unit-systeem. Er wordt een rij van 85 pijpen (7 octaven 7x12+1) geplaatst, een rank genaamd, en daaruit worden elektrisch vier registers afgeleid. Ieder register van een rank gebruikt een deel van de beschikbare pijpen. Voor een kerkorgel met vier registers van elk 61 toetsen zijn 4 x 61 pijpen nodig. Dat unitsysteem geeft een enorme besparing. Er vallen weliswaar wat gaten in het geluid, maar voor het doel waaraan een theaterorgel moet voldoen en de soorten muziek die erop gespeeld worden, levert dat niet zo’n probleem op. Voor een theaterorgel zijn minimaal vier ranks nodig. Dat zijn, afhankelijk van de lengte van de ranks, bij elkaar rond de 20 registers. Die registers kunnen weer toegewezen worden aan twee of drie klavieren. Vaak ook worden registers van één rank aan meer klavieren toegewezen, dus als het ware dubbel gebruikt. Een theaterorgel met twee klavieren en vijf ranks wordt aangeduid als een 2/5. Als een orgel een Standaart 3/11 wordt genoemd, zoals in het Theater Flora in Boskoop, of in het Theater aan de Schie in Schiedam, dan wordt bedoeld een orgel van het merk Standaart met drie klavieren en elf ranks.

## Percussie
De Amerikaan Robert Hope Jones heeft rond 1900 de basis gelegd voor het ontstaan van theaterorgels. Hij was kerkorgelbouwer, maar was continu bezig met vernieuwingen. Hij maakte, door toepassing van elektriciteit voor de tractuur (overbrenging van de beweging van toets naar pijpventiel) de speeltafel los van het eigenlijke orgel, ontwierp het eerder genoemde unitsysteem, bedacht veel kleinere en makkelijker te bedienen registerschakelaars ('flippers'), experimenteerde met veel dikkere en ook veel dunnere pijpen dan normaal (onder andere de Tibia), paste veel hogere winddrukken toe, voegde op grote schaal Percussion (slaginstrumenten) toe en hij bedacht nog veel meer.
Percussion is in te delen in: 
1. Tonal percussion - Dat zijn gestemde instrumenten zoals: xylofoon, vibrafoon, marimba, buisklokken, celesta, piano en dergelijke;
2. Non-tonal percussion - Dat zijn niet gestemde instrumenten zoals: grote trom, kleine trom, bekkens, castagnetten, tamboerijn, triangel, woodblock en dergelijke;
3. Effecten - Overige klanken en geluiden zoals: vogelfluitjes, autoclaxon, stoomfluit, regen, donder, wind, sirene, bellen en dergelijke;

1 en 2 worden meestal als registers boven de klavieren geplaatst, 3 meestal als grote drukknoppen (pistons) boven de pedalen, te bedienen met de voeten.

## Digitaal theaterorgel
Hedendaagse, digitale theaterorgels worden gebouwd door bedrijven zoals Walker Theatre Organs, Allen en Rodgers. Deze zijn uitgerust met sampling, een MIDI-interface en nieuw ontworpen luidsprekersystemen, en worden gebouwd met de bedoeling authentiek klinkende pijptonen na te bootsen, waardoor een betaalbaar alternatief wordt geboden voor een echt pijporgel.
Ook zijn losse samplesets verkrijgbaar om hiermee een virtueel pijporgel uit te rusten en te laten klinken als een theaterorgel.

## Klassieke merken
- Austin
- Balcom and Vaughan
- Barton
- Casavant
- Compton
- Estey
- Geneva
- Hill, Norman & Beard (Christie)
- Hillgreen-Lane
- Kilgen
- Kimball
- Link
- Marr & Colton
- Müller
- Page
- Phillips
- Reuter
- Robert Morton
- Standaart
- Steinmeyer
- Welte-Mignon
- Wicks
- Wurlitzer

## Overzicht
Speelklare orgels staan in:
- Amsterdam (in Theater Tuschinski)
- Amsterdam (in EYE Museum)
- Boskoop (in Theater Flora)
- Dordrecht (in gebouw Electroplast B.V.)
- Haarlem  (in Kunkels Draaiorgelmuseum)
- Hilversum (in Muziekcentrum van de Omroep)
- Schiedam (in Theater aan de Schie)
- Steenwijk (in Theater De Meenthe)
- Oosterwolde  (in Hotel De Zon)

Deze orgels worden veelal onderhouden door de Nederlandse Orgel Federatie.
1. ↑  j4admin, Wat is een theaterorgel. Theaterorgels in Nederland (22 februari 2018). Geraadpleegd op 8 juni 2025.